# 國際標準音樂作品編碼
國際標準音樂作品編碼（International Standard Musical Work Code，簡稱ISWC）是一種按國際標準化組織（ISO）的標準所制定、為音樂作品本身所編定的11碼代碼，適用於全世界。ISMN在ISO的正式稱呼為ISO 15707。不論是流行音樂作品或是正統音樂作品皆可申請。國際標準音樂作品編碼由「國際標準音樂作品編碼國際機構」負責統籌，再細分給各區域的機構負責。在中國是由中國音樂著作權協會（MCSC）負責，在香港由香港作曲家及作詞家協會（CASH）負責，在台灣由中華音樂著作權協會（MÜST）負責。

## 組成方法
ISWC為一組11個位值的編號，首碼全統一為「T」，第2碼至第10碼為數字，最後1碼為驗證碼。

### 校驗碼的計算方法
根據下列的公式來計算加權和及餘數：
- {\displaystyle d_{i}}：T後面的9個數字碼的其中一個，由左至右(i=1 to 9)；
- {\displaystyle id_{i}}：該數字的數值乘以它所屬的「位置值」，即第1個數字{\displaystyle \times 1}、第2個數字{\displaystyle \times 2}、第3個數字{\displaystyle \times 3}……如此類推。
- {\displaystyle S}：加權和；
- {\displaystyle C}：校驗碼；

{\displaystyle S=1+\sum _{i=1}^{i=9}id_{i}}
{\displaystyle C=(10-(S\mod 10))\mod 10}（即與國際標準音樂編號（ISMN）及國際標準書號（ISBN）產生校驗碼的方法一樣）
例如有一首音樂作品，獲得的編號是：T-043470157-C
| {\displaystyle d_{i}}   | 0 | 4 | 3 | 4  | 7  | 0 | 1 | 5  | 7  |
| {\displaystyle \times } | 1 | 2 | 3 | 4  | 5  | 6 | 7 | 8  | 9  |
| {\displaystyle id_{i}}  | 0 | 8 | 9 | 16 | 35 | 0 | 7 | 40 | 63 |

{\displaystyle S=1+178=179}
{\displaystyle C=1}
因此其整ISWC碼為：T-043470157-1。
要留意ISWC不如ISMN或ISBN，不會再細分以國家、地區或機構，或是作曲者／編曲者寺等，換而言之，ISWC編號不能夠顯示該音樂作品是由哪個地區、組織或發行商所屬，純綷是按先後次序來訂立的。

## 外部連結
- 國際標準音樂作品編碼國際機構主頁。 （页面存档备份，存于）（英文）